# Smilasterias triremis
Smilasterias triremis is een zeester uit de familie Stichasteridae.
De wetenschappelijke naam van de soort werd in 1889 gepubliceerd door Percy Sladen.